# 海因里希·谢里曼
約翰·路德維希·海因里希·尤利烏斯·谢里曼（發音：[ˈʃliːman]；1822年1月6日—1890年12月26日），德国商人和考古业余爱好者。出于一个童年的梦想，他毅然放弃了商业生涯，投身于考古事业，使得荷马史诗中长期被认为是文艺虚构的国度：特洛伊、迈锡尼和梯林斯重现天日。

## 生平

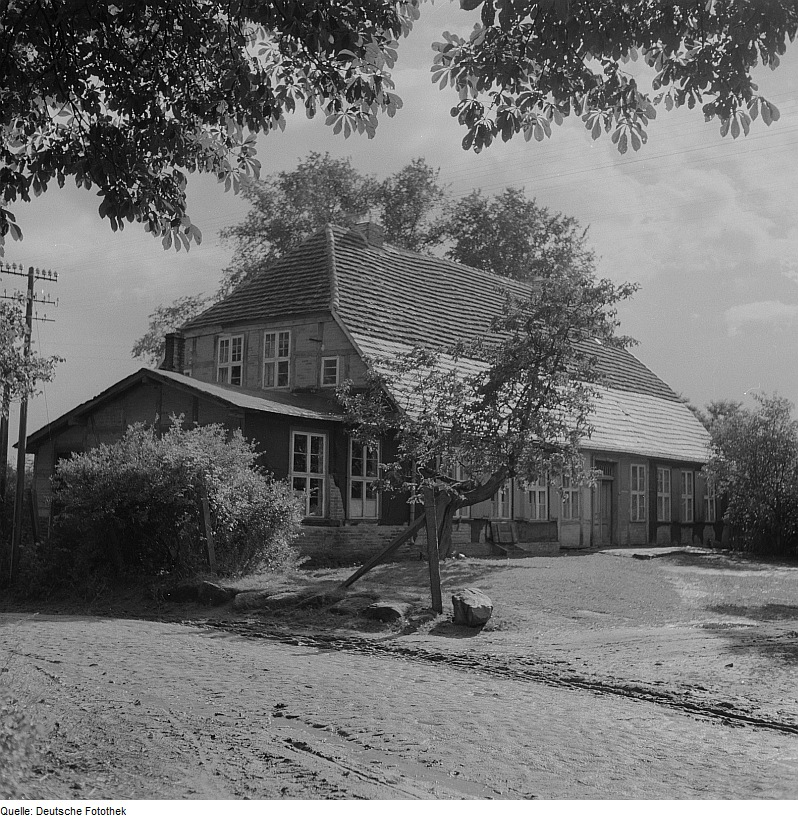
谢里曼幼年在安克尔斯哈根的故宅

谢里曼出生于新布科市，是一個貧窮牧師的兒子。父親在他7歲時送他一本希臘神話故事書(Georg Ludwig Jerrer's Weltgeschichte für Kinder)，其中邁錫尼國王阿伽門農為了奪回弟媳「天下第一美女」特洛伊的海倫，號召「希臘第一勇士」阿基里斯等各路英雄豪傑發動長達十年的特洛伊戰爭、最後特洛伊陷入熊熊火海的畫面一直深刻印在他的腦海中。在從商業職業學校畢業後，14歲在雜貨店做學徒，幾年以後由於健康問題離職。之後他打算移民新大陸，於是在往返漢堡與委內瑞拉的客船上做服務生；在船隻於荷蘭海岸沉沒以後，他在阿姆斯特丹一間貿易公司 B. H. Schröder & Co. 當辦公室小弟與記帳人。谢里曼對於語言有學習熱情和天份，終其一生，除了母語德語以外，自学掌握了英语、法语、荷兰语、西班牙语、意大利语、葡萄牙语、俄语、瑞典语、波兰语、希腊语、拉丁语、阿拉伯语、土耳其语等多种语言。

谢里曼的環球旅行（1864-66年）

1846年公司派他到俄羅斯聖彼得堡做代理人，在那裡他開始自立門戶，投資從事藍染貿易。約1851年淘金潮吸引他到美國加利福尼亞州沙加緬度，在加州他主要從事銀行業務、買賣礦工們挖到的金砂。1852年他回到俄羅斯，與 Ekaterina Lyschin 結婚。他在克里米亞戰爭期間(1854-56年)主要承包軍事補給。這次他累積了比在加州從事銀行生意更大的財富，足以讓他提早退休並環遊世界。他在36歲之年退休，並開始將他的精力與財富奉獻給考古學的研究。他開始頻繁的造訪希臘、義大利並環遊世界到墨西哥、埃及、印度、中國、日本等地，並在巴黎學習考古學。他將在中國與日本的經歷收集在《La Chine et le Japon au temps présent》(當代中國與日本，1867年)。

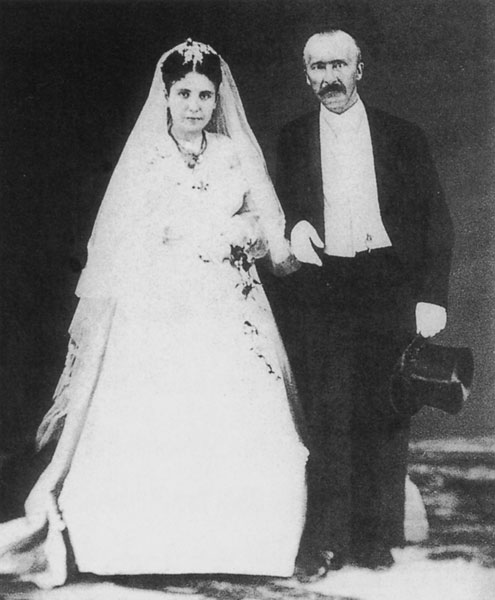
谢里曼夫婦，1869年

1868年46歲的谢里曼帶著他的財產到了希臘，實地探訪希臘與小亞細亞的遺跡，並結識英國考古學者弗兰克·卡尔佛特。隔年他出版了《Ithaka, der Peloponnes und Troja》(伊薩卡，伯羅奔尼撒與特洛伊，1868年)，在此書他主張希沙利克（Hisarlik）是特洛伊的所在地，並得到羅斯托克大學授與的哲學博士學位。谢里曼與他的俄羅斯籍妻子離婚，並在1869年與一位年輕的希臘女學生 Sophia Engastromenos 結婚。

## 发掘特洛伊
雖然在谢里曼之前已經有不少人開始從事古希臘的考古挖掘工作，例如1862年法國地質學者 Ferdinand A. Fouqué 對聖托里尼的調查，不過谢里曼還是被認為是將古希臘考古學發揚光大、吸引大眾目光的先驅。當時一般認為如果特洛伊真的存在，那麼最有可能的地點是在特洛阿斯平原南端的 Bunár-bashi。英國考古學者弗兰克·卡尔佛特早從1865年起已在較冷門的希沙利克進行挖掘，然而他得不到大英博物館的資助難以為繼，1871年谢里曼接手他的工作。在希沙利克的挖掘現場發現了多層遺址，谢里曼認為特洛伊的金銀財寶一定是在最底層，於是他用有爭議、不專業的方法將上層炸開；卡尔佛特對此粗暴的方法感到不滿，於是兩人在1872年拆夥。1873年谢里曼發現一個堡壘遺址，並挖到許多文物與金飾，並走私出土耳其。谢里曼相信他找到了特洛伊，而這些財寶屬於普里阿摩斯(末代特洛伊國王)。他將他的發現與理論出版在《Trojanische Altertümer》(特洛伊的古物，1874年)。他的主張遭到許多同時期學者的懷疑，不過這本書一出版便造成一般普羅大眾的轟動，特洛伊的出土是19世紀考古學界最重大的發現之一，谢里曼也瞬間成為家譽戶曉的人物。
由於對文物分配問題上的不滿，鄂圖曼政府不再發挖掘許可給谢里曼，直到1876年4月才解禁。在這段延遲期間他出版了《Troja und seine Ruinen》(特洛伊及其遺跡，1875年)，並開始邁錫尼的考古挖掘。1876年谢里曼在迈锡尼发掘出阿伽门农面具。谢里曼認為他找到了阿伽門農與克吕泰涅斯特拉之墓，並將他的發現出版於《Mykenä》(邁錫尼，1878年)。
谢里曼在1878-79年、1882-83年、1888-90年又針對希沙利克進行了第二次、第三次與第四次發掘。從1882年起，他得到德國考古學者威廉·多普菲德 （Wilhelm Dörpfeld） 的協助，多普菲德將德國專業的系統性考古知識帶到希沙利克，給考古挖掘技術帶來革命性的改變。除了希沙利克與邁錫尼，谢里曼還挖掘了伊薩卡 (1878年)、奥尔霍迈诺斯（1881-82年）、梯林斯（1884-85年）、塞西拉與皮洛斯 （1887年）等地的遺跡。谢里曼本來還打算挖掘克諾索斯，不過在實現其夢想前逝世，他未竟的工作由英國考古學者阿瑟·埃文斯接手，後者發現了比邁錫尼文明更古老的米諾斯文明。
晚年谢里曼深受耳疾所苦，1890年11月在希臘動手術，在違反醫師囑咐下，谢里曼又到萊比錫、柏林與巴黎等地出差。本來預計回到希臘雅典過聖誕節，不過由於健康因素在義大利那不勒斯停留。1890年12月25日在經過那不勒斯的廣場時突然倒下，隔天病逝，享年68歲。

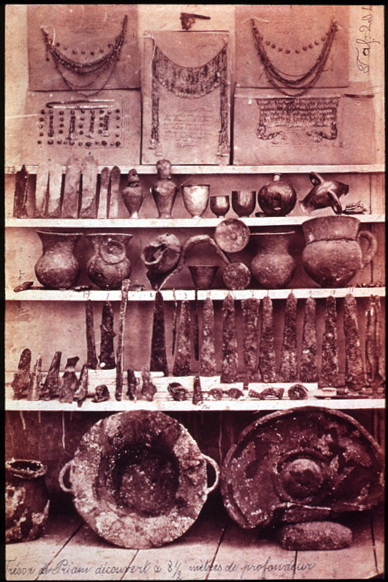
普里阿摩斯的財寶，1880年後分散各地
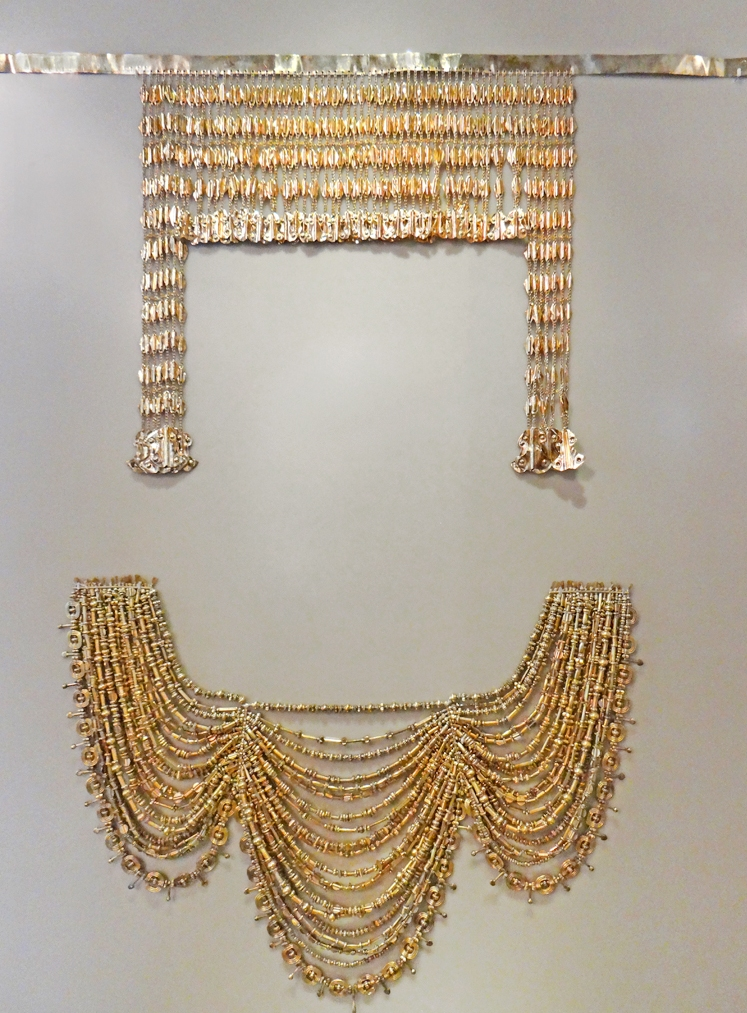
普里阿摩斯的財寶（柏林新博物馆）
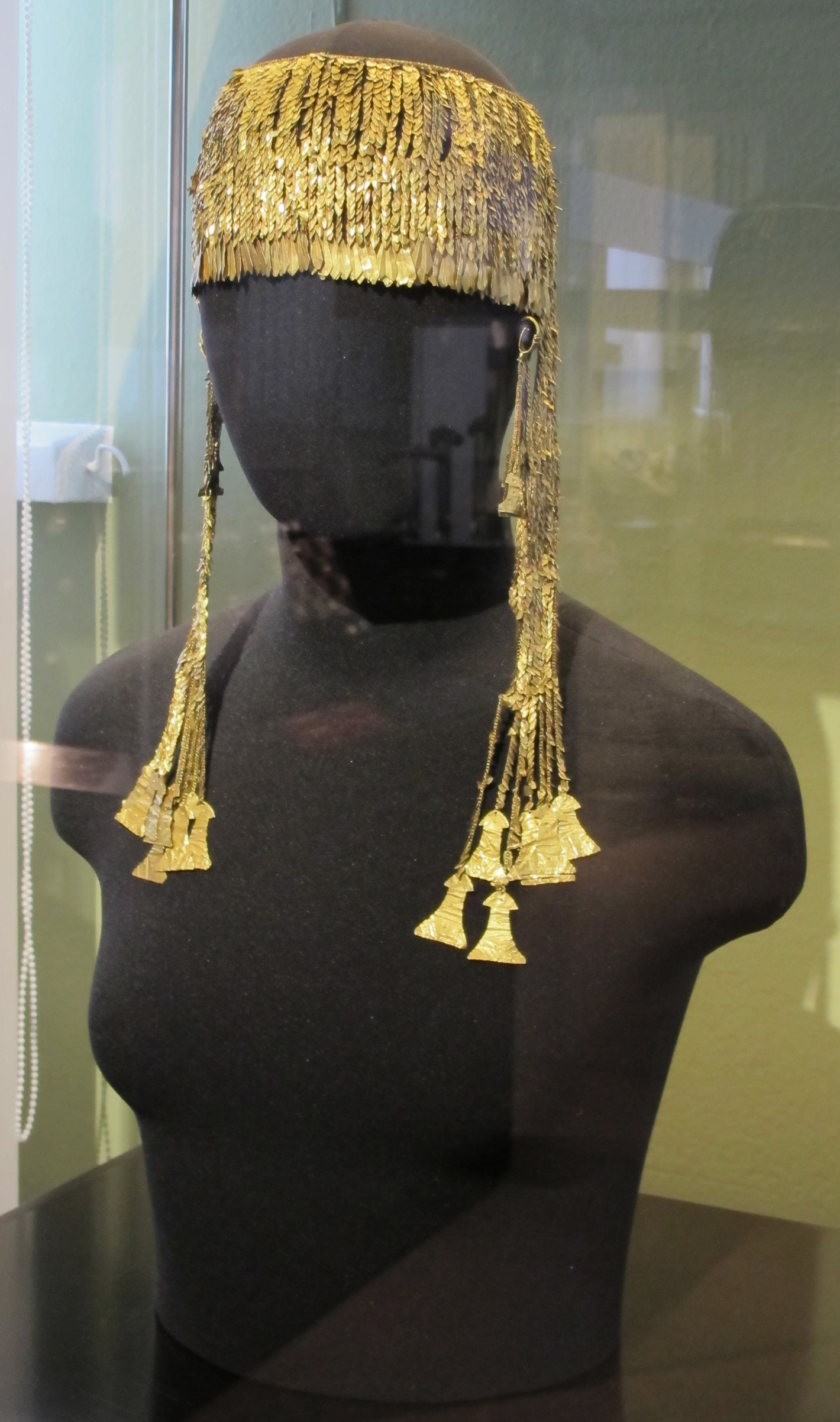
普里阿摩斯的財寶（莫斯科普希金博物館）
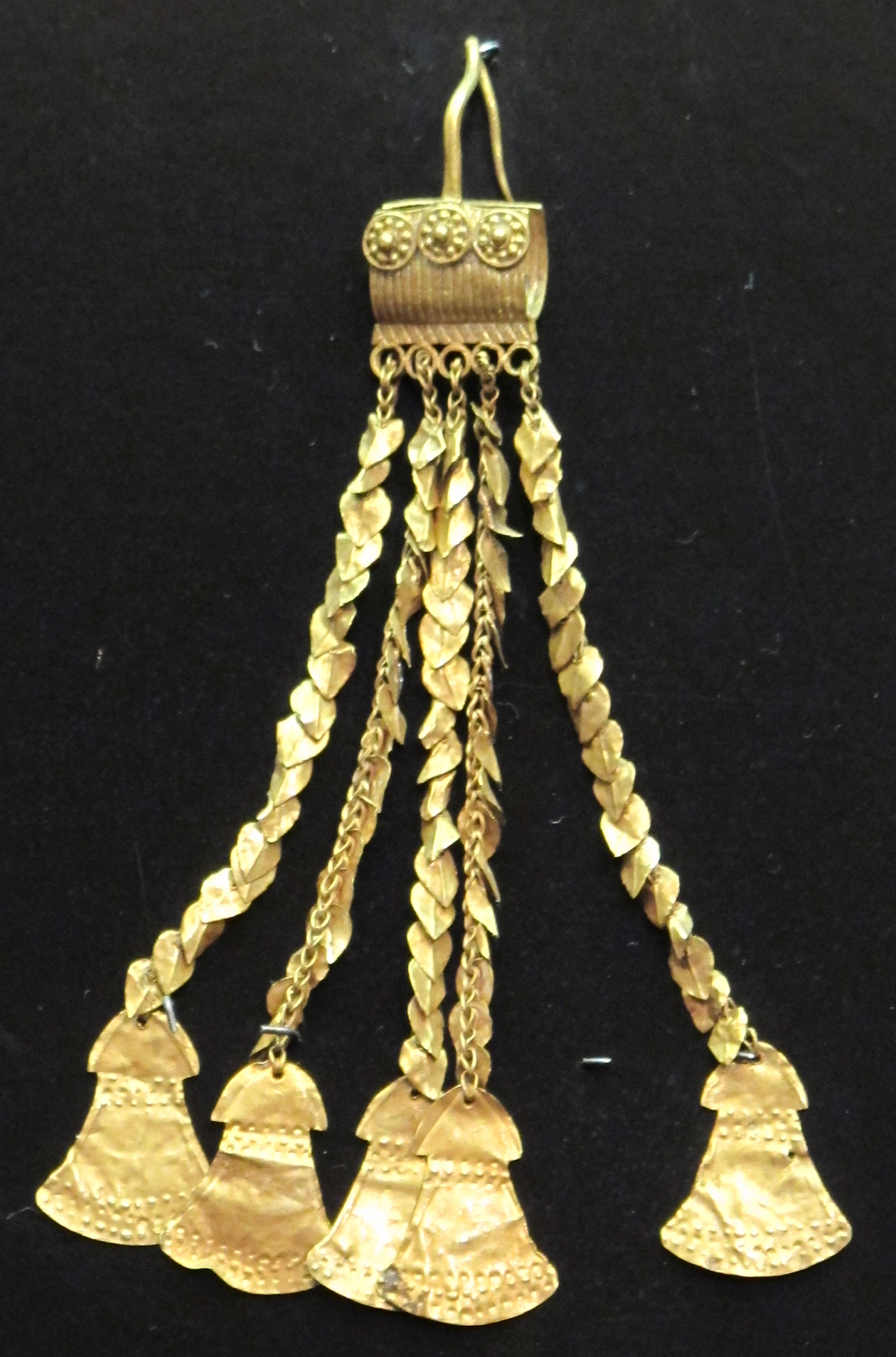
耳飾（普希金博物館）
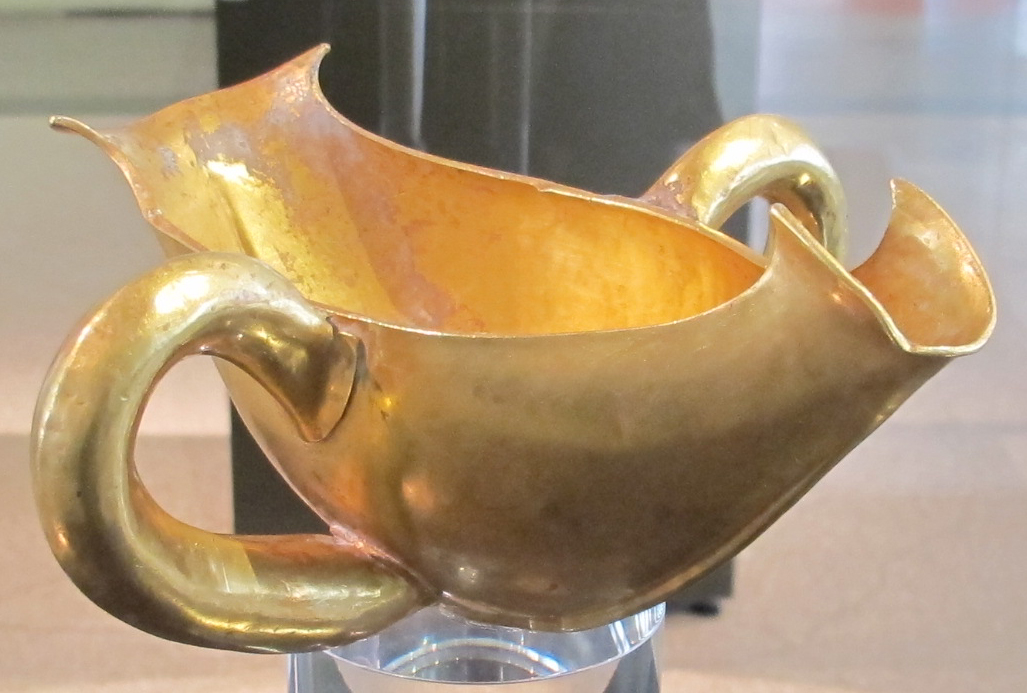
醬汁壺（普希金博物館）
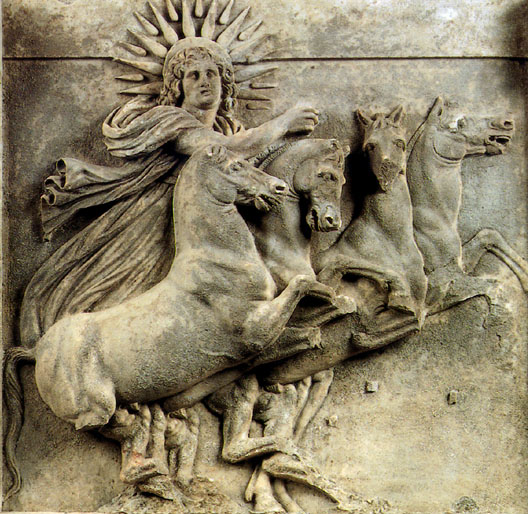
赫利俄斯浮雕（柏林佩加蒙博物館）
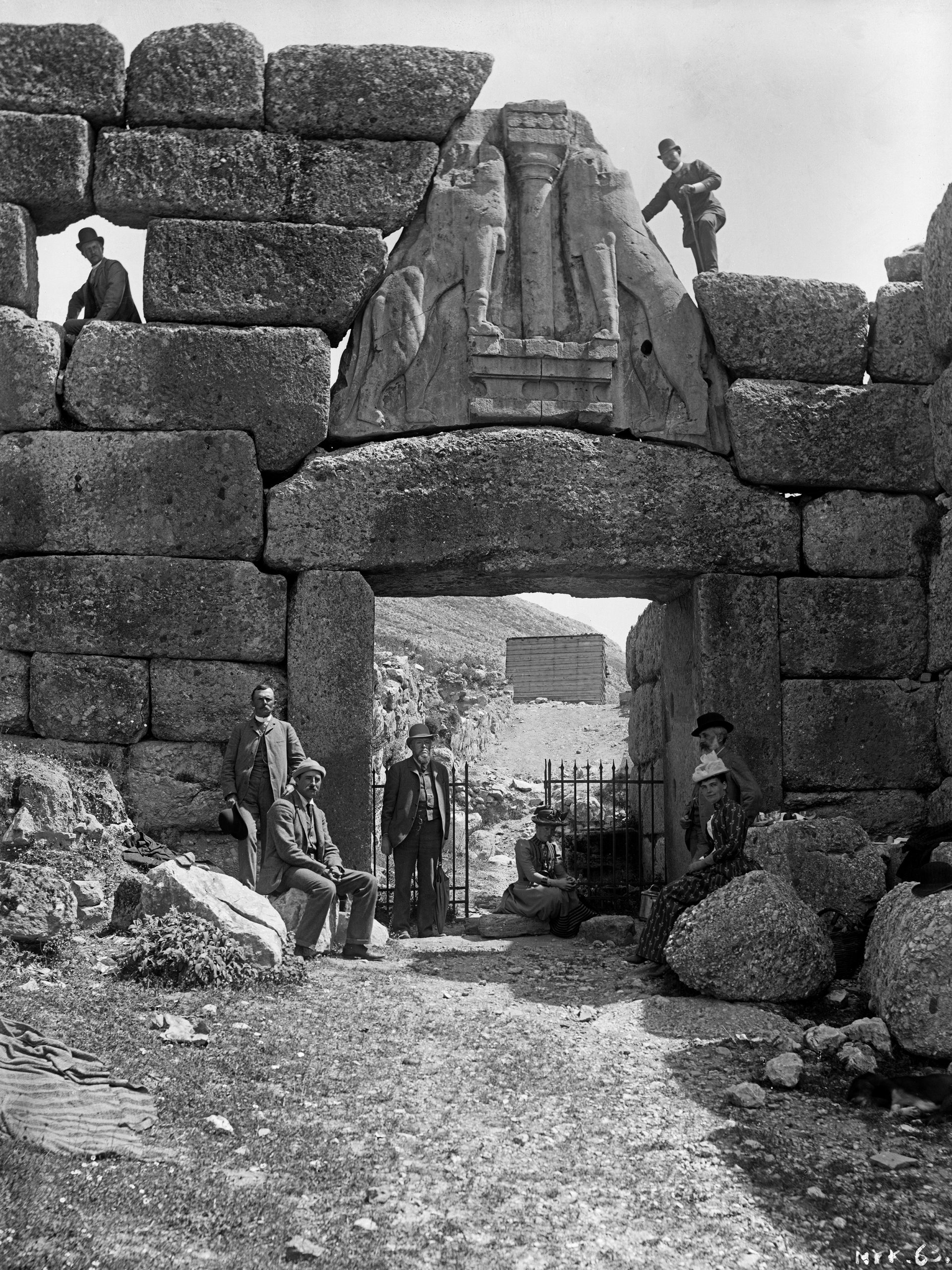
迈锡尼狮子门，約1885年
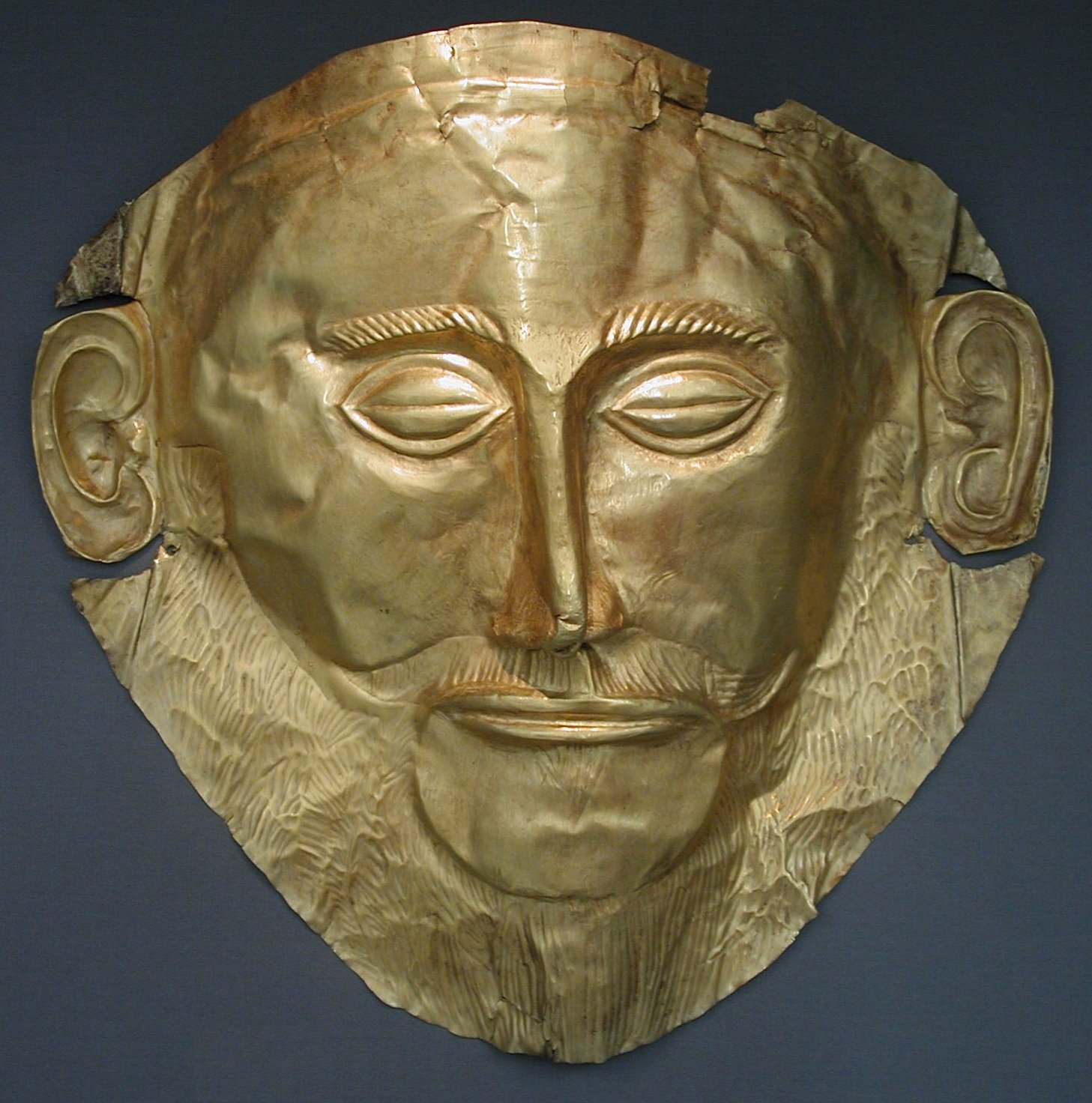
阿伽門農面具（雅典國家考古博物館）
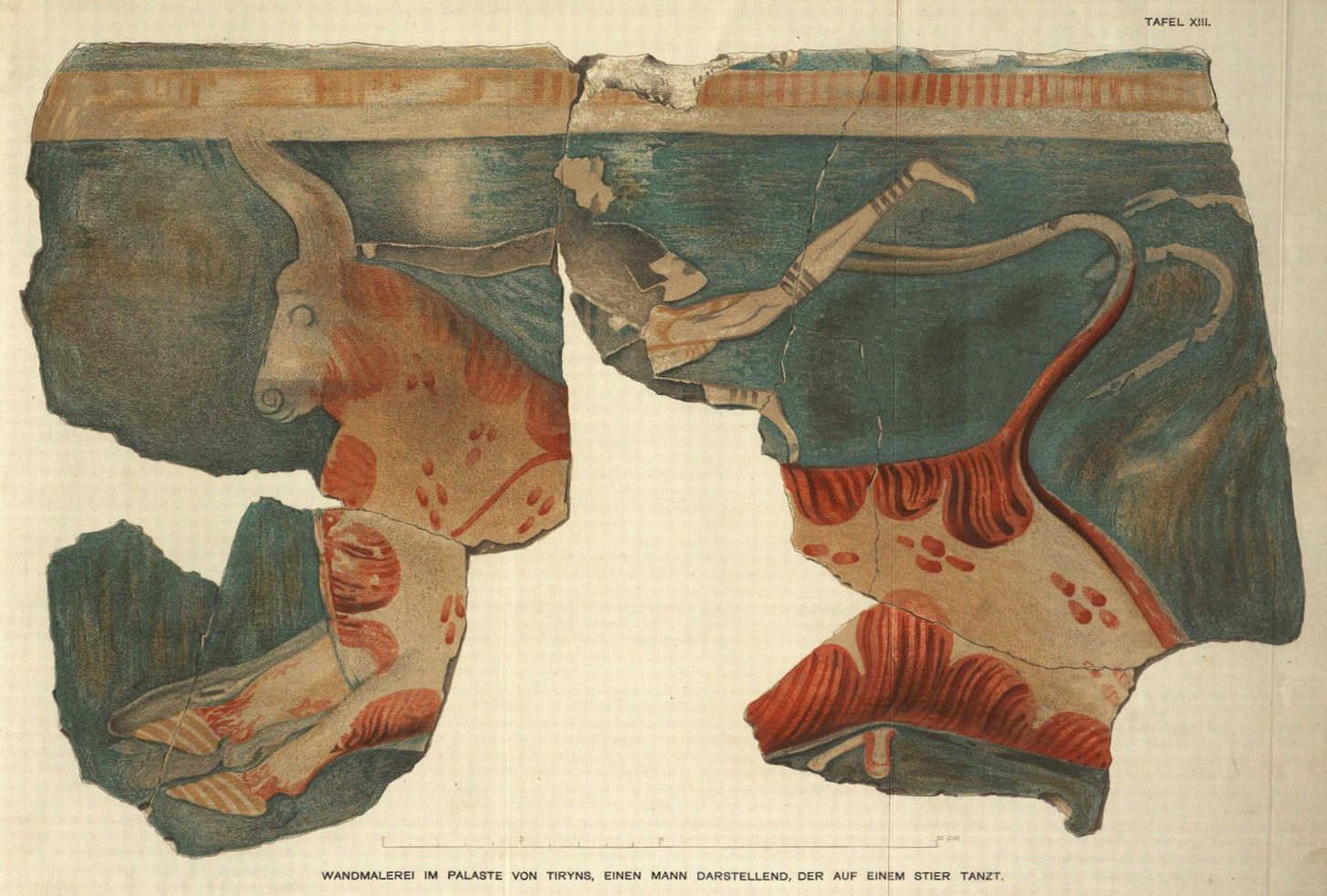
跳牛(Bull-leaping)壁畫，梯林斯

## 評價

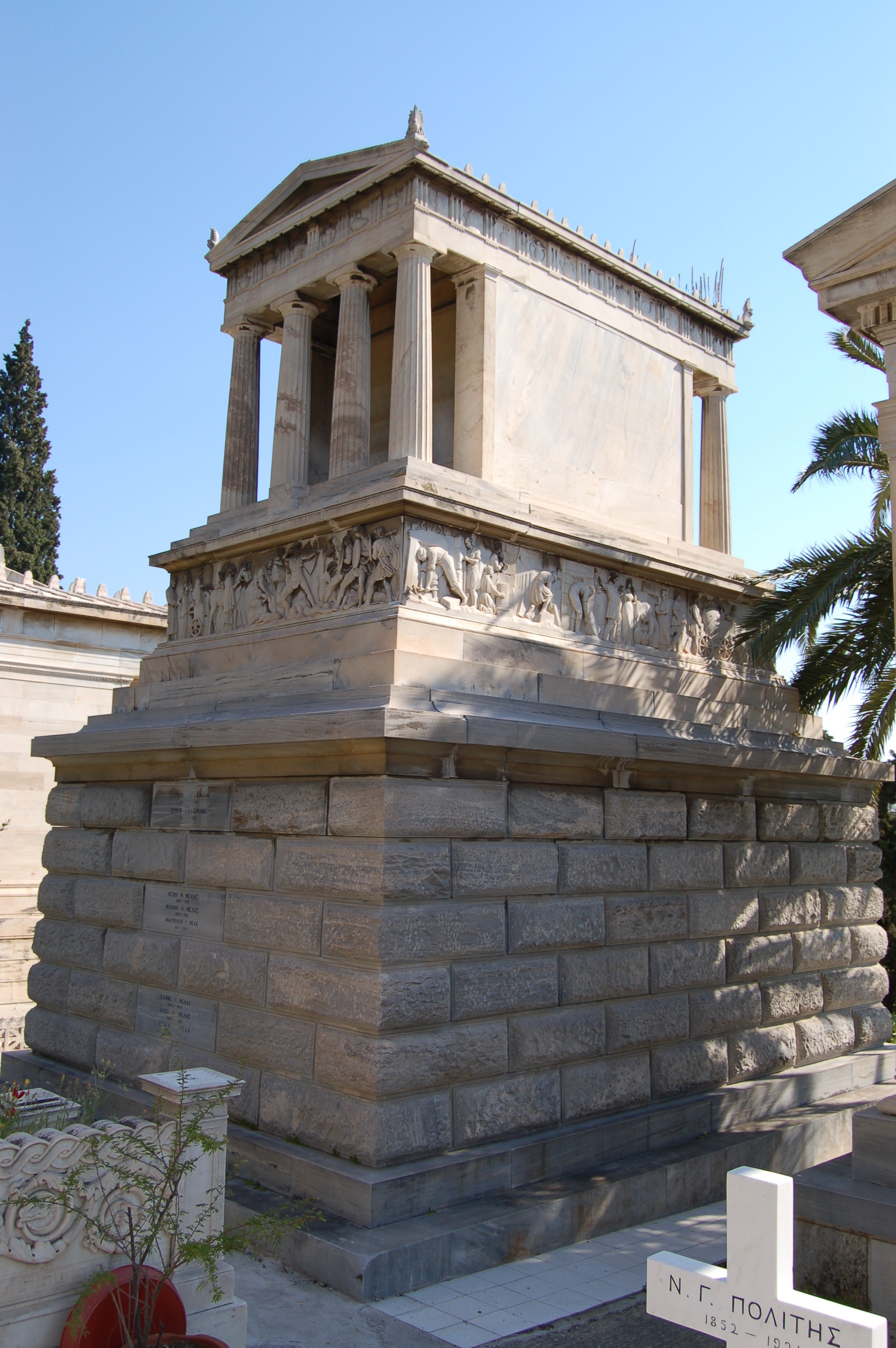
谢里曼之墓，希臘雅典

後世對於希沙利克的發掘發現特洛伊II (谢里曼挖到金飾與文物的地層)其年代比特洛伊VII（被認為是最接近荷馬時代的特洛伊）的年代還要早上千年。谢里曼在挖掘過程中破壞了許多珍貴文物，對於保存現場完整完全沒概念、文物原始位置資料記錄不清、系統分類混亂，對後世造成許多困擾。此外阿伽門農面具的風格在古希臘從未出現過，與阿伽門農的實際關係也遭到質疑。
1995年美國歷史學者 David Traill 的著作《Schliemann of Troy: Treasure and Deceit》指出：所謂谢里曼從小立志找到特洛伊、精通近20種語言、為了未來考古事業準備而累積財富、慧眼獨具主張希沙利克就是特洛伊等等都是後來穿鑿附會的浪漫故事。實際上谢里曼只是一位對考古有興趣的有錢人，他從英國考古學者卡尔佛特手中搶走了發現特洛伊的功勞。
雖然谢里曼是一位業餘的考古學者，不過他對於激起人們對於古希臘神話的好奇與想像、推廣考古的學術研究還是有一定貢獻。美國考古學者 Carl Blegen 認為：不能用現在的條件技術來看過去，1876年以前沒有什麼人知道如何妥善進行考古挖掘，當時根本沒有所謂科學的考古調查，而且大概也沒有其他人比谢里曼有更多實務田野經驗了。如果沒有他對考古的熱情、支持與奉獻，那麼也許特洛伊等遺跡就像亞特蘭提斯一樣至今也只是故事書上的一段傳說而已。

## 主要著作
- 《特洛伊的古物》（1873）
- 《迈锡尼》（1876）
- 《伊利奥斯》（1879）
- 《奥尔霍迈诺斯》（1880）
- 《特洛伊》（1883）
- 《梯林斯》（1886）